# (118702) 2000 OM67
(118702) 2000 OM67 est un objet transneptunien faisant partie des objets épars, de magnitude absolue 6,6. Son diamètre est estimé à environ 230 km.